# Aubria occidentalis
Aubria occidentalis е вид жаба от семейство Pyxicephalidae. Видът не е застрашен от изчезване.

## Разпространение
Разпространен е в Гана, Гвинея, Камерун, Кот д'Ивоар, Либерия и Нигерия.